# Grabina (stacja kolejowa)
Grabina – zlikwidowana stacja kolejowa w Grabinie, w województwie wielkopolskim, w Polsce, na trasie wąskotorowej linii Witaszyce Wąskotorowe – Zagórów.